# Pat Stapleton
Pour les articles homonymes, voir Stapleton.
Pat James Stapleton, (né le 4 juillet 1940 à Sarnia en Ontario au Canada et mort le 8 avril 2020 à London en Ontario au Canada), est un entraîneur et un joueur professionnel canadien de hockey sur glace qui évoluait au poste de défenseur et parfois à celui de centre.

## Biographie

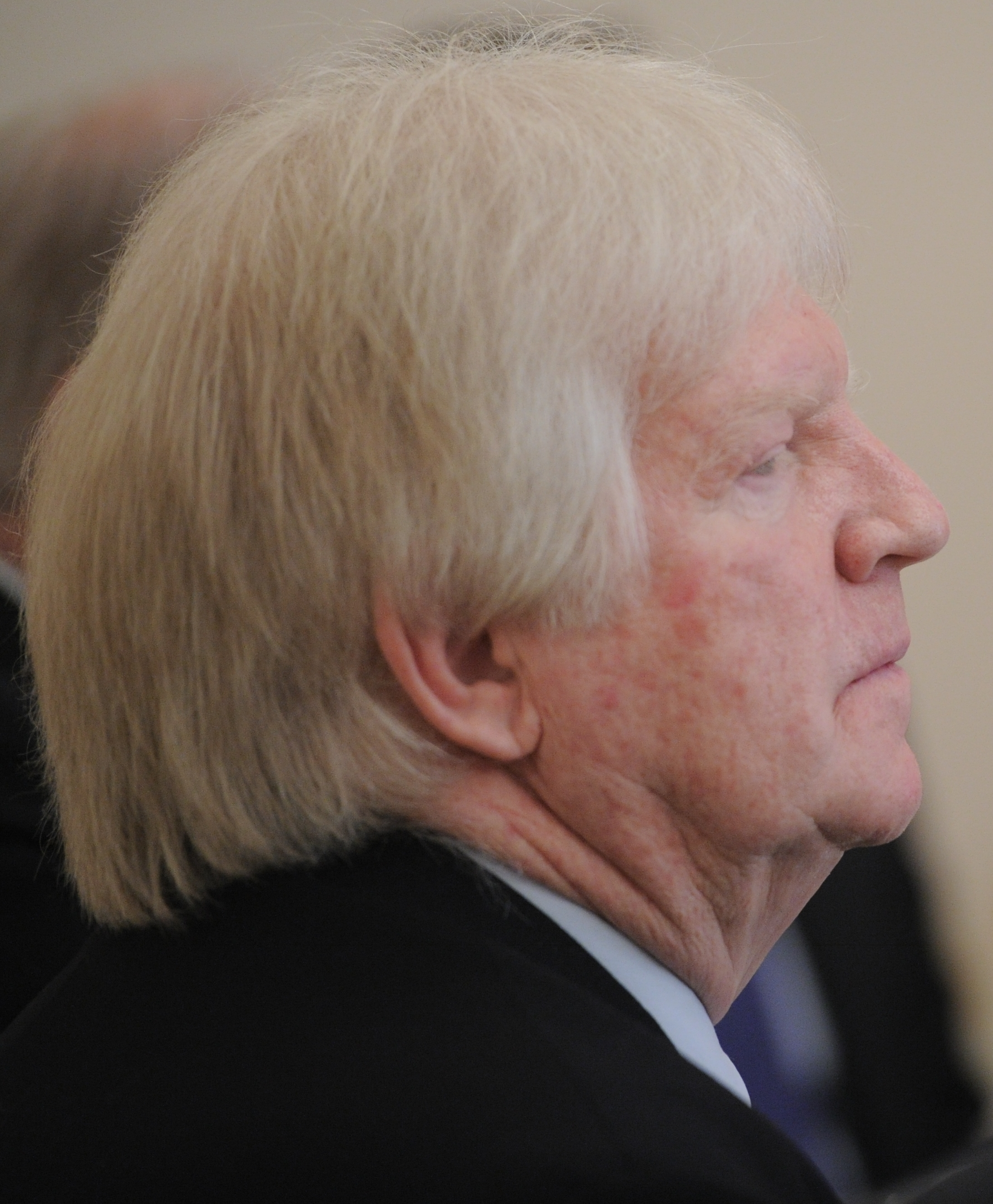
Pat Stapleton en 2012.

Pat Stapleton joue deux saisons pour les Teepees de St. Catharines avec lesquels il remporte la Coupe Memorial en 1960. Il fait ses débuts professionnels l'année suivante dans l'Eastern Professional Hockey League avant de rejoindre les Bruins de Boston pour la saison 1961-1962. Il joue l'espace de deux saisons avec les Bruins puis est envoyé dans les ligues mineures les trois années suivantes où il joue régulièrement au poste de centre alors qu'il évolue d'habitude en défense. En 1965, il est réclamé par les Black Hawks de Chicago lors d'un repêchage intra-ligue. Il passe huit saisons dans la Ligue nationale de hockey puis les Black Hawks le cède aux Cougars de Chicago dans l'Association mondiale de hockey. Il y est nommé meilleur défenseur de la saison en 1974 tout en occupant également le poste d'entraîneur des Cougars. Parallèlement à sa carrière en club, il participe aux séries du siècles en 1972 et 1974. Il met un terme à sa carrière de joueur en 1978 puis occupe pendant une année le poste d'entraîneur des Racers d'Indianapolis dans l'AMH.
Père de Mike qui est repêché par les Black Hawks en 1984, il est intronisé au Panthéon des sports canadiens en 2005.
Pat Stapleton meurt le 8 avril 2020 dans un hôpital de London à l'âge de 79 ans.

## Statistiques

### En club
| Saison     | Équipe                             | Ligue          |     | Saison régulière | Saison régulière | Saison régulière | Saison régulière | Saison régulière |    | Séries éliminatoires | Séries éliminatoires | Séries éliminatoires | Séries éliminatoires | Séries éliminatoires |
| Saison     | Équipe                             | Ligue          | PJ  | B                | A                | Pts              | Pun              | PJ               | B  | A                    | Pts                  | Pun                  |                      |                      |
| 1957-1958  | Legionnaires de Sarnia             | OHA-B[Quoi ?]  | 48  | 14               | 31               | 45               | 24               |                  |    |                      |                      |                      |                      |                      |
| 1958-1959  | Teepees de Saint Catharines        | OHA-Jr.        | 49  | 10               | 26               | 36               | 18               | 7                | 0  | 0                    | 0                    | 6                    |                      |                      |
| 1959-1960  | Teepees de Saint Catharines        | OHA-Jr.        | 47  | 12               | 35               | 47               | 83               | 17               | 5  | 12                   | 17                   | 32                   |                      |                      |
| 1960       | Teepees de Saint Catharines        | Coupe Memorial |     |                  |                  |                  |                  | 14               | 5  | 9                    | 14                   | 37                   |                      |                      |
| 1959-1960  | Bisons de Buffalo                  | LAH            | 1   | 0                | 0                | 0                | 2                |                  |    |                      |                      |                      |                      |                      |
| 1960-1961  | Thunderbirds de Sault-Sainte-Marie | EPHL           | 59  | 5                | 43               | 48               | 22               | 12               | 1  | 8                    | 9                    | 2                    |                      |                      |
| 1961-1962  | Bruins de Boston                   | LNH            | 69  | 2                | 5                | 7                | 42               |                  |    |                      |                      |                      |                      |                      |
| 1962-1963  | Bruins de Boston                   | LNH            | 21  | 0                | 3                | 3                | 8                |                  |    |                      |                      |                      |                      |                      |
| 1962-1963  | Frontenacs de Kingston             | EPHL           | 49  | 10               | 26               | 36               | 92               | 5                | 4  | 2                    | 6                    | 12                   |                      |                      |
| 1963-1964  | Buckaroos de Portland              | WHL            | 70  | 5                | 44               | 49               | 80               | 5                | 1  | 6                    | 7                    | 0                    |                      |                      |
| 1964-1965  | Buckaroos de Portland              | WHL            | 70  | 29               | 57               | 86               | 61               | 10               | 3  | 4                    | 7                    | 16                   |                      |                      |
| 1965-1966  | Black Hawks de Chicago             | LNH            | 55  | 4                | 30               | 34               | 52               | 6                | 2  | 3                    | 5                    | 4                    |                      |                      |
| 1965-1966  | Braves de Saint-Louis              | CPHL           | 14  | 2                | 4                | 6                | 6                |                  |    |                      |                      |                      |                      |                      |
| 1966-1967  | Black Hawks de Chicago             | LNH            | 70  | 3                | 31               | 34               | 54               | 6                | 1  | 1                    | 2                    | 12                   |                      |                      |
| 1967-1968  | Black Hawks de Chicago             | LNH            | 67  | 4                | 34               | 38               | 34               | 11               | 0  | 4                    | 4                    | 4                    |                      |                      |
| 1968-1969  | Black Hawks de Chicago             | LNH            | 75  | 6                | 50               | 56               | 44               |                  |    |                      |                      |                      |                      |                      |
| 1969-1970  | Black Hawks de Chicago             | LNH            | 49  | 4                | 38               | 42               | 28               |                  |    |                      |                      |                      |                      |                      |
| 1970-1971  | Black Hawks de Chicago             | LNH            | 76  | 7                | 44               | 51               | 30               | 18               | 3  | 14                   | 17                   | 4                    |                      |                      |
| 1971-1972  | Black Hawks de Chicago             | LNH            | 78  | 3                | 38               | 41               | 47               | 8                | 2  | 2                    | 4                    | 4                    |                      |                      |
| 1972-1973  | Black Hawks de Chicago             | LNH            | 75  | 10               | 21               | 31               | 14               | 16               | 2  | 15                   | 17                   | 10                   |                      |                      |
| 1973-1974  | Cougars de Chicago                 | AMH            | 78  | 6                | 52               | 58               | 44               | 12               | 0  | 13                   | 13                   | 36                   |                      |                      |
| 1974-1975  | Cougars de Chicago                 | AMH            | 68  | 4                | 30               | 34               | 38               |                  |    |                      |                      |                      |                      |                      |
| 1975-1976  | Racers d'Indianapolis              | AMH            | 80  | 4                | 40               | 44               | 48               | 7                | 0  | 2                    | 2                    | 2                    |                      |                      |
| 1976-1977  | Racers d'Indianapolis              | AMH            | 81  | 8                | 45               | 53               | 29               | 9                | 2  | 6                    | 8                    | 0                    |                      |                      |
| 1977-1978  | Stingers de Cincinnati             | AMH            | 65  | 4                | 45               | 49               | 28               |                  |    |                      |                      |                      |                      |                      |
| Totaux LNH | Totaux LNH                         | Totaux LNH     | 635 | 43               | 294              | 337              | 353              | 65               | 10 | 39                   | 49                   | 38                   |                      |                      |

### En équipe nationale
| Année | Équipe | Compétition     |   | PJ | B | A | Pts | Pun |
| 1972  | Canada | Série du siècle | 7 | 0  | 0 | 0 | 6   |     |
| 1974  | Canada | Série du siècle | 8 | 0  | 3 | 3 | 12  |     |

### Statistiques d'entraîneur
| Saison    | Équipe                | Ligue |    | PJ | V  | D | N      | % V               |               | Séries éliminatoires |               |
| 1973-1974 | Cougars de Chicago    | AMH   | 78 | 38 | 35 | 5 | 51,9 % | Défaite en finale |               |                      |               |
| 1974-1975 | Cougars de Chicago    | AMH   | 78 | 30 | 47 | 1 | 39,1 % | Non qualifiés     | Non qualifiés | Non qualifiés        | Non qualifiés |
| 1978-1979 | Racers d'Indianapolis | AMH   | 25 | 5  | 18 | 2 | 24,0 % | Non qualifiés     | Non qualifiés | Non qualifiés        | Non qualifiés |

## Honneurs et récompenses
Tout au long de sa carrière, les performances de Stapleton lui valent d'être honoré régulièrement :
- Première équipe d'étoiles de la OHA-Jr : 1959, 1960 ;
- Deuxième équipe d'étoiles de la EPHL : 1961 ;
- Première équipe d'étoiles de la EPHL : 1963 ;
- Deuxième équipe d'étoiles de la WHL : 1964 ;
- Première équipe d'étoiles de la WHL : 1965 ;
- Deuxième équipe d'étoiles de la LNH : 1966, 1971, 1972 ;
- Première équipe d'étoiles de l'AMH : 1974
- Deuxième équipe d'étoiles de l'AMH : 1976
- Match des étoiles de la LNH : 1967, 1969, 1971, 1972
- Coupe Hal-Laycoe (meilleur défenseur de la saison de la WHL) : 1965 ;
- Trophée Dennis-Murphy (meilleur défenseur de la saison de l'AMH) : 1974.